# Trainwreck
Trainwreck és una pel·lícula escrita per Amy Schumer en el seu debut com a protagonista, i coescrita i dirigida per Judd Apatow. La pel·lícula és protagonitzada per Tilda Swinton, Bill Hader, Brie Larson, Colin Quinn, Barkhad Abdi, Mike Birbiglia, Jon Glaser, Vanessa Bayer, John Cena, Ezra Miller, LeBron James, Method Man, Jim Norton, i Norman Lloyd. S'ha subtitulat al català.
El rodatge va començar el 19 de maig de 2014 a la Ciutat de Nova York. Es va estrenar el 17 de juliol de 2015 distribuïda per Universal Pictures.

## Argument
Des de la seva infantesa, el pare d'Amy no s'ha cansat de repetir-li que no és realista ser monògam. Convertida en periodista, Amy viu segons aquest credo – apreciant la seva vida de jove dona lliure i desinhibida lluny de les relacions amoroses, que considera sufocants i avorrides; però en realitat, s'ha enfonsat una mica en la rutina. Quan es troba pel tema del seu nou article, amb un brillant i encantador metge de l'esport anomenat Aaron Conners, Amy es comença a preguntar si els altres adults, incloent-hi aquest tipus que sembla verdaderament apreciar-la, no tindrien alguna cosa a ensenyar-li.

## Repartiment
- Amy Schumer[2]
- Tilda Swinton[2]
- Bill Hader[2]
- Brie Larson[2]
- Colin Quinn[2]
- Barkhad Abdi[2]
- Mike Birbiglia[2]
- Jon Glaser[2]
- Vanessa Bayer[2]
- John Cena[2]
- Ezra Miller[2]
- LeBron James[3]
- Method Man[3]
- Norman Lloyd[4]
- Jim Norton[5]
- Daniel Radcliffe[6]
- Marisa Tomei[7]

## Producció
El 26 d'agost de 2013, Universal Pictures va rebre un guió escrit per Amy Schumer en el qual ella tenia un paper protagonista. El 27 de novembre de 2013, es va anunciar que Judd Apatow dirigiria la pel·lícula. El 30 de gener de 2014, Bill Hader es va unir a l'elenc. El 18 de febrer de 2014, Brie Larson també es va integrar al repartiment. El 28 de març de 2014, Colin Quinn, Barkhad Abdi, Mike Birbiglia, Jon Glaser, Vanessa Bayer, John Cena, Ezra Miller i Tilda Swinton van ser també triats per a la pel·lícula. El 7 de maig de 2014, Method Man i LeBron James es van unir a l'elenc. El 30 de juny, Daniel Radcliffe va participar en el rodatge d'algunes escenes.

### Rodatge
El rodatge va començar el 19 de maig de 2014 a la Ciutat de Nova York. El 2 de juny, va començar el rodatge a l'àrea de Manhattan i Long Island. El 24 de juny, Schumer i Larson van ser vists a Central Park. El 30 de juny, Daniel Radcliffe va ser vist a Bryant Park caminant amb gossos. El rodatge va acabar l'1 d'agost de 2014.

### Música
Al desembre de 2014, es va anunciar que Jon Brion seria el compositor de la banda sonora de la pel·lícula.

## Promoció
El 18 de juliol de 2014 periodistes del diari The New York Times. van assistir a una sessió preliminar del film.